# Face à face (série télévisée)
Pour les articles homonymes, voir Face à face.
Production
Diffusion
Face à face est une série télévisée française réalisée par July Hygreck et Julien Zidi, diffusée en Belgique depuis le 18 août 2021 sur RTL TVI et en France depuis le 15 mars 2022 sur France 3.
Cette série policière est une coproduction de 3e œil Story, France Télévisions et Butterfish Group, réalisée avec la participation de RTL TVI et de la RTS (Radio télévision suisse).

## Synopsis
La série raconte la collaboration entre une juge d'instruction et une commandante de police qui ont de la justice des visions diamétralement opposées, et se découvrent sœurs,.
Après la mort de son père, la juge d'instruction Justine Rameau apprend que la commandante de police Vanessa Tancelin est en réalité sa demi-sœur et qu'elle hérite d'une partie des biens, dont une part de la maison de famille que Justine a toujours considérée comme sienne.
Au long des épisodes, on suit l'évolution des relations difficiles entre les deux demi-sœurs, dans un mélange de vie professionnelle et de vie privée. Au-delà de leurs différences de caractère, de leurs différends déontologiques et de leurs disputes de sœurs qui découvrent la sororité à l'âge adulte, elles apprendront à se connaître, à s'accepter, à s'apprécier, à coopérer au service de la justice et de la recherche de la vérité, et… à s'aimer.
Chaque épisode constitue l'illustration d'un article de législation judiciaire et en fait ressortir la problématique.

## Distribution principale
- Justice

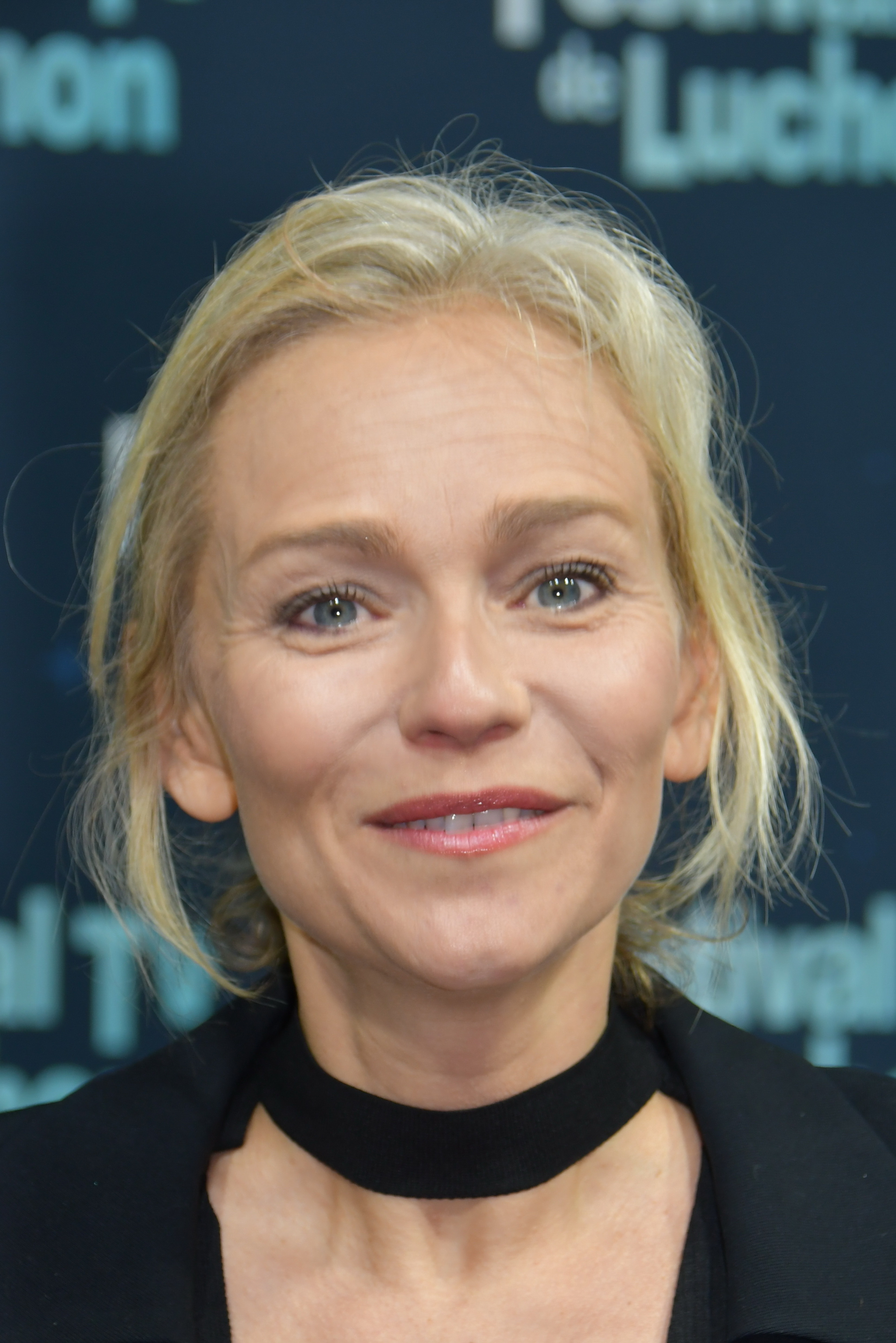
Claire Borotra.

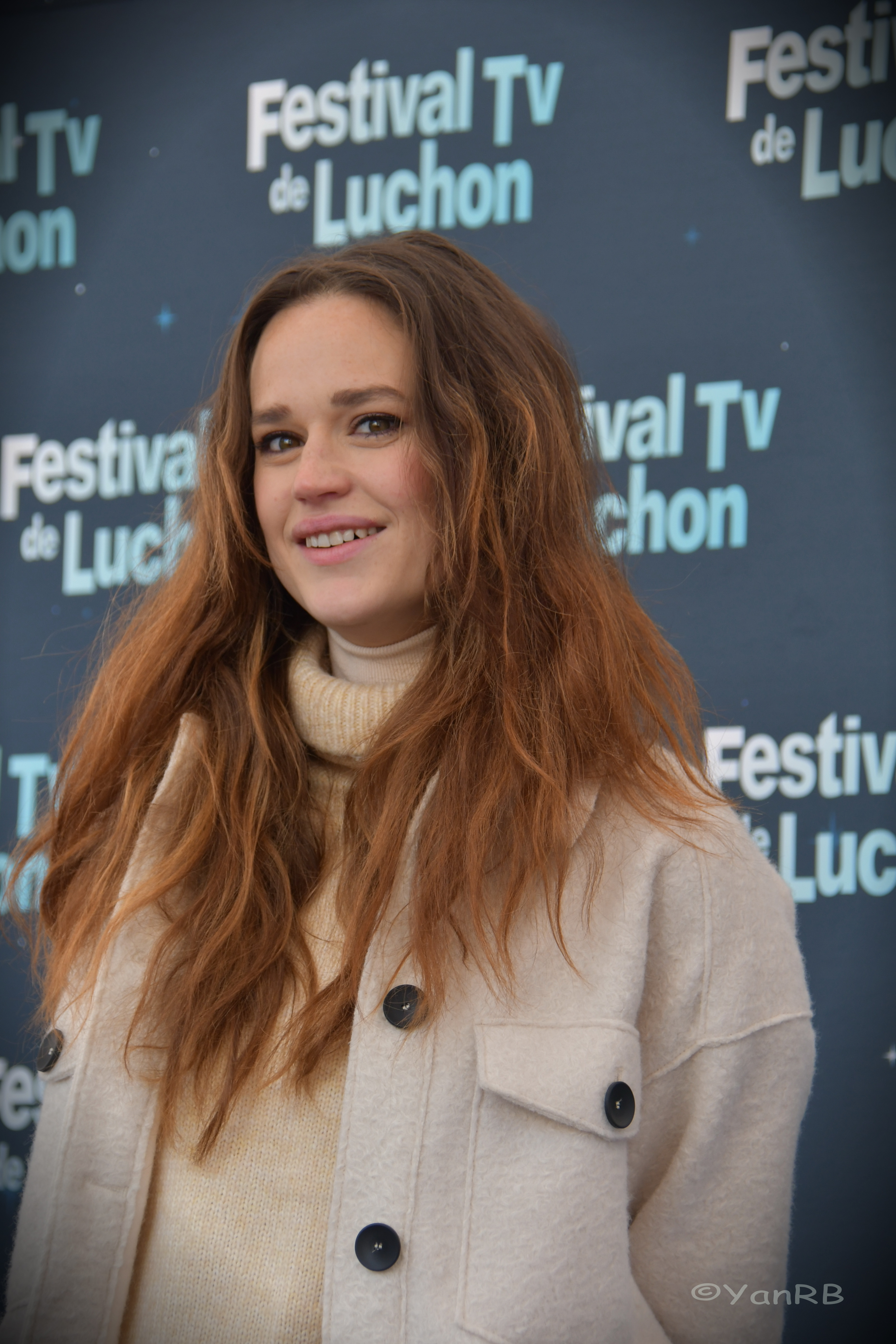
Constance Gay.

  - Claire Borotra : juge d'instruction Justine Rameau
  - Philypa Phoenix : procureure Élodie Roulier (saison 1)
  - Évelyne El Garby-Klaï : procureure générale Nadia Weber (à partir de la saison 2)
  - Pierre Douglas : procureur Paul Gavrillac (saison 2)
  - Agathe Munsch : greffière Oriane Verpilleux (épisodes 1 à 7 de la saison 1)
  - Frédéric Schalck : greffier Vladimir Satouri (à partir de l'épisode 8 de la saison 1)
  - Marianne James : Agnès, la mère de Vanessa, avocate (à partir de la saison 2)
  - Sören Prévost : Vincent Morin

- Police
  - Constance Gay : commandante Vanessa Tancelin, demi-sœur de Justine
  - Pascal Demolon : commissaire Alain Rameau, mari de Justine (saison 1), OPJ de Colmar en saison 3
  - Amir El Kacem : commissaire Elias Sarahoui (à partir de la saison 2)
  - Marc Ruchmann : capitaine Grégory Kieffer[3] (saison 1)
  - Clément Aubert : commandant Ludovic Marty (de l'épisode 7 de la saison 1 à l'épisode 4 de la saison 3)
  - Clémentine Justine : lieutenante Claire Sorel
  - Rudi Berschinski : Raphaël, le bleu

- Autres personnages
  - Emma Ninucci : Margaux Rameau, la fille de Justine et Alain
  - Tom Hygreck : Zacharie Berg (à partir de la saison 2)
  - Kamel Belghazi : Karim, le « frère » de Justine en famille d'adoption (saison 3)
  - Iliana Khelifa : Layla, la fille de Karim (saison 3)
  - Hamza Barramou : Malik, le fils de Karim (saison 3)

## Production

### Genèse et développement
Cette série policière est une coproduction de 3e œil Story, France Télévisions et Butterfish Group, réalisée avec la participation de RTL TVI et de la RTS (Radio télévision suisse) ainsi que le soutien de la région Grand Est et de l'Eurométropole de Strasbourg.
La série a été créée et écrite par Anne-Charlotte Kassab, Nassim Ben Allal et Yann Le Gal.
Malgré les similitudes, l'actrice Claire Borotra considère que Face à face n'est pas une copie de Femmes de loi.
La série est dédiée au coréalisateur Julien Zidi, décédé le 9 mai 2021 dans un accident de moto en Espagne. Tous les épisodes se terminent par à JULIEN…

### Tournage
Comme l'explique Claire Borotra, le tournage a débuté à Strasbourg en juillet 2020 en pleine période covid, puis s'est interrompu pour reprendre en novembre. Mais l'actrice précise : « Faisant partie des premières productions à retrouver les plateaux, nous étions tellement heureux d'enfin retravailler que, malgré les masques et toutes les mesures sanitaires, l'ambiance a été géniale ».
Une deuxième saison de dix épisodes est tournée du 6 au 30 septembre 2022 à Strasbourg et dans sa région,,,. Cette saison est marquée par l'arrivée de Marianne James dans le rôle de la maman de Vanessa et par le remplacement de Pascal Demolon par Amir El Kacem dans le rôle du commissaire,,.
Des scènes sont tournées au tribunal judiciaire de Strasbourg, à Entzheim, à l'hôpital de Bischwiller, au Centre-École Régional de Parachutisme de Strasbourg, à Truchtersheim, à Sélestat, à la faculté des sciences économiques de Strasbourg, à l'école élémentaire Sainte Madeleine de Strasbourg et à Obernai,.

### Fiche technique
Sauf indication contraire, les informations mentionnées dans cette section peuvent être confirmées par les bases de données cinématographiques  présentes dans la section « Liens externes ».
- Titre français : Face à face
- Genre : série policière
- Production : Sébastien Charbit, Sidonie Cohen de Lara, Krystel Bazex
- Sociétés de production : Troisième Oeil Story, France Télévisions[4], Butterfish Group, avec la participation de RTL TVI
- Réalisation : July Hygreck et Julien Zidi[1],[4],[3], Jean-Christophe Delpias et Stéphane Malhuret pour la deuxième saison[9], Denis Thybaud[16],[17], Lionel Chatton[18] et Nolwenn Lemesle[19] pour la troisième saison
- Scénario : Anne-Charlotte Kassab, Nassim Ben Allal et Yann Le Gal pour la première saison[1],[3], Laurent Mondy, Jérôme Le Mest, Stéphanie Tchou-Cotta, Frédéric Chansel, Pascal Perbet et Lucile Brandi pour la deuxième saison[9], Denis Thybaud et Lionel Chaton pour la troisième saison
- Musique : Flemming Nordkrog et Romain Trouillet
- Décors : Éric Viellerobe
- Costumes : Matthieu Camblor, Marion Moules
- Photographie : Dominique de Wever (épisodes 1 et 2), Fabrizio Fontemaggi (épisodes 3-5-7-9-10), Pierre Baboin (épisodes 4-6-8-11-12)
- Son : Rémi Daru
- Montage : Floriane Allier, Fabrice Dautcourt
- Maquillage : Marine De Roulet
- Pays de production :  France
- Langue originale : français
- Format : couleur
- Nombre de saisons : 3
- Durée : 52 minutes[1],[4],[3]
- Dates de première diffusion :
  - Belgique : 18 août 2021 sur RTL TVI[1]
  - France : 15 mars 2022 sur France 3[4],[3]

## Épisodes

### Première saison (2021-2022)

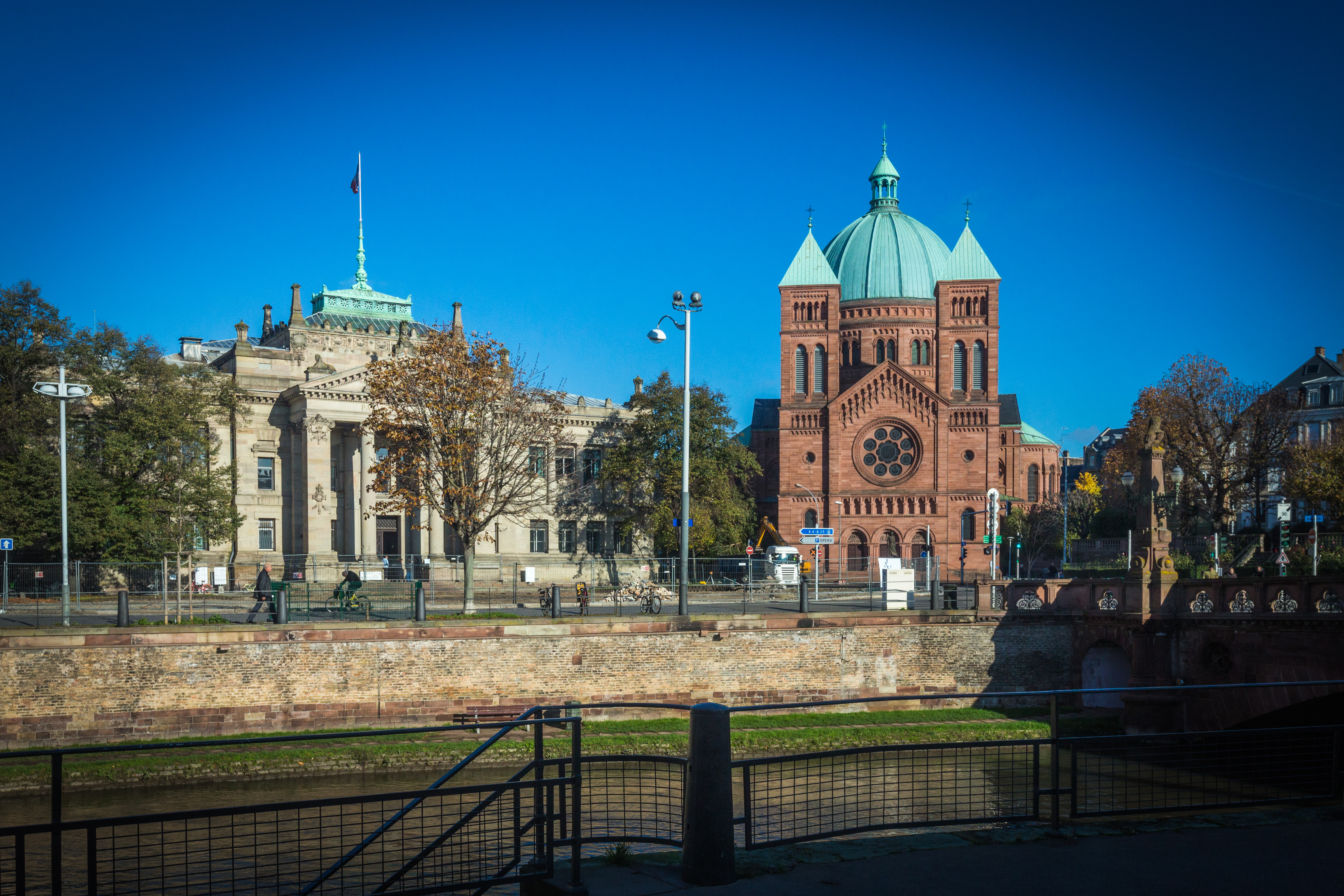
Palais de Justice et église Saint-Pierre-le-Jeune catholique, à Strasbourg.

#### 1 - Une place à prendre
« Refuser de se soumettre à un prélèvement biologique (type ADN) est puni d'1 an d'emprisonnement et de 15 000 € d'amende. » (d'après l'article 706-56 du code de procédure pénale)
Dans un bureau en open space, un homme en sang est inanimé, décédé peut-être. Un homme, très ému, le jette depuis le cinquième étage, dans la cour. Il quitte les lieux. La scène a lieu en pleine journée. On apprendra qu'il s'agit de Martin Keller, architecte au sein d'une pépinière d'entreprises. Vanessa Tancelin, commandante au SRPJ de Strasbourg, arrive sur les lieux. Elle va devoir enquêter sous la houlette de Justine Rameau, juge d'instruction qu'elle ne connaît pas, à la personnalité et aux méthodes complètement opposées. L'homme en cause, Cédric Rouget, est vite retrouvé et il s'accuse du meurtre de son collègue à la place de sa fille dont il vient de découvrir l'existence. Mais Vanessa continuera l'enquête et identifiera le vrai coupable. Mais la seule preuve qui pourrait l'incriminer est son ADN. Or celui-ci refuse un prélèvement que la justice ne peut l'obliger à effectuer.
- Alain Doutey : le juge Édouard Koenig, père de Justine et de Vanessa
- Éric Savin : Cédric Rouget
- Charles Templon : Nicolas Gouvin
- Jeanne Cremer : Julia Duverne
- Aude Lener : Hélène Keller

#### 2 - Tel est pris qui croyait prendre
« Le juge d'instruction peut s'opposer à la remise du dossier en cas de risque de pression sur les victimes, les suspects ou toute autre personne concourant à la procédure. » (d'après l'article 114 du code de procédure pénale)
Deux hommes s'entraînent à l'escrime. L'un se rend aux toilettes, avant de revenir et de porter une botte fatale à son partenaire. On doute de son identité car il a conservé son heaume. Le commandant Vanessa Tancelin arrive. La victime est Boris Grylak, un journaliste d'investigation, célibataire sans enfants. La pointe de l'épée a été aiguisée pour tuer. Dans le vestiaire, on retrouve Arnaud Lunes, le partenaire d'escrime de la victime, enfermé dans un casier et inconscient.
Justine et Vanessa découvrent que l'interpellation pour meurtre d'une jeune femme, Louise Venturi, cache un redoutable stratagème. Mise en examen, elle peut avoir accès en toute légalité au dossier de cette affaire qui nomme et identifie ceux qu'elle estime responsables de la mort de son frère jumeau. Mais Louise est relâchée. Une justicière dangereuse et prête à tout se retrouve donc en liberté.
- Agnès Soral : Nicole Grylak, présidente du tribunal
- Yaniss Lespert : Arnaud Nunes
- Bérangère McNeese : Louise Venturi
- Romain Pageard : Boris Grylak
- Alexandre Faller : Damien Castel
- Eve Barbera : Irèna Frankenberg

#### 3 - Rédemption
« Jusqu'en 2017, en matière de crime, le délai de prescription était de 10 ans. Mais si la victime était mineure au moment des faits, il était de 20 ans à compter de sa majorité. » (d'après l'article 7 du code de procédure pénale)
Deux jeunes font du street-art sur le mur d'une gare désaffectée. La police arrive et embarque l'un d'eux, âgé d'environ 16 ans. Au poste on recueille son ADN. Ses données génétiques correspondent presque à de l'ADN retrouvé auprès du corps de deux jumelles assassinées la veille de leurs 18 ans, au milieu de la nuit, sans que la police n'arrive à déterminer si cela était survenu avant ou après minuit. Cette vieille affaire, datant d'une vingtaine d'années et non élucidée, resurgit. Le père ou l'oncle de l'adolescent pourrait être le meurtrier. À l'époque une rançon avait été demandée. On réalise que le coupable n'a plus rien à voir avec la personne qu'il était seize ans plus tôt, accro à la drogue, en perpétuelle quête d'argent. Il est aujourd'hui animateur sportif d'un club de boxe, bien inséré, vivant une honnête vie de famille avec sa compagne enceinte. Chaque dimanche il se rend sur la tombe des deux victimes. La famille des jumelles voit ses blessures ravivées. Le coupable avoue, espérant trouver la paix avec sa conscience. Toutefois l'interrogation sur l'heure exacte des crimes reste floue et primordiale. Avant minuit les deux jumelles étaient mineures, la prescription du crime est de 30 ans, après minuit elles sont majeures et le crime est prescrit au bout de 10 ans. Comment, alors, trouver une forme de justice pour apaiser la famille des victimes ? 
Sylvain avoue, espérant trouver la paix… quand Justine découvre qu'il est protégé par la prescription et qu'il faut donc le relâcher. Il est alors rejeté par sa compagne et violemment agressé par son fils. Il va alors déclarer que le crime a eu lieu avant minuit, alors que les victimes étaient mineures. Il passera donc devant un tribunal et les parents des jumelles pourront sortir du deuil qui les étouffait.
- Michaël Erpelding : Sylvain Groud
- Claire Cahen : Delphine Groud
- Jackie Berroyer : Didier Duroc
- Delphine Crubezy : Catherine Duroc
- Maud Galet-Lalande : Mélanie Courtet
- Félix Gerrer : Frank Courtet
- David Martins : Anthony Katz

#### 4 - Emprise
« Inciter – ou provoquer – quelqu'un au suicide est puni de 3 ans d'emprisonnement et de 45000 euros d'amende. » (d'après l'article 223-13 du code pénal)
Dans un bar, Vanessa surprend la conversation d'une femme fragile parlant de son amant, un homme qui veut la tuer et se vante d'avoir camouflé le meurtre de son épouse en accident domestique. Vanessa identifie l'amant en question, psychiatre reconnu, mais un manipulateur capable de tout… Mais, pour instruire le dossier, Justine a besoin de preuves, alors qu'il n'y a aucune plainte et que la femme du bar n'a pas l'air de réaliser quel danger elle court en restant près de lui. Comment faire comprendre à une victime qui n'a pas conscience de l'être qu'une emprise psychologique peut être aussi fatale que la violence physique ? Il s'avère que la première épouse du psychiatre était décédée dans des circonstances laissant penser à un suicide, résultat d'un harcèlement ?
- Laurent Bateau : Laurent Lartigue, le psychiatre
- Laura Boujenah : Patricia Préchin
- Arthur Gander : Alexis
- Nathalie Bach : Manon Capelli
- François Small : Bruno de Chauvet

#### 5 - Dans l'intérêt de l'enfant
« L'intérêt de l'enfant mineur, la prise en compte de ses besoins fondamentaux, ainsi que le respect de ses droits sont les principes qui doivent guider toutes les décisions qui le concernent. » (Article 112-4 du code de l'action sociale et des familles)
Une alerte enlèvement mettant policiers et juges sur les dents est déclenchée à la suite de la disparition de Victor, trois ans. Mais l'enquête démontre que l'enfant était sans doute maltraité et que la mère qui a accouché de l'enfant n'est pas sa mère biologique. Une erreur a en effet été commise lors de cette PMA illégale en Belgique à laquelle ont eu recours Marianne et Andrei pour avoir cet enfant. Les parents biologiques sont-ils les kidnappeurs ? À qui la justice peut-elle confier la garde du petit garçon, ramené indemne mais sans explication, au commissariat ? 
- Isabelle Vitari : Marianne Charkiv
- Cathy Bernecker : Christine Doré
- Eric Khélif : Maitre Borg
- Muriel Amat : Maître Klein
- Léon Muller : Victor Charkiv
- Sacha Petronijevic : Andrei Charkiv
- Nadia Fossier : Tess Doliett
- Gael Leveugle : Clément Doliet
- Amélie Belohradsky : Géraldine Petit

#### 6 - Collatéral
« Les consultations, les correspondances échangées entre l'avocat et son client et toutes les pièces du dossier sont couvertes par le secret professionnel qui empêche leur communication. » (d'après les articles 66-5 et 226-13 du code pénal)
Maître Alexandre Baranès, jeune ténor du barreau de Strasbourg, échappe de peu à une tentative de meurtre par empoisonnement à l'atropine. Police et justice sont vite convaincues que l'origine de cette tentative d'assassinat se trouve dans les affaires du sulfureux avocat. Mais comment fouiller dans des dossiers et des affaires protégés par le secret professionnel alors même que la clef de l'énigme y figure ? Au fil de l'enquête et de multiples négociations, une forme de confiance réciproque s'établit entre l'avocat d'une part et la juge d'instruction d'autre part.
- Serge Riaboukine : le bâtonnier
- Cathy Bernecker : Christine Doré
- Ivan Cori : François de Lara
- Charles Uguen : Julien Leroy
- Thierry Blanc : Gontran Eyrolles
- Charlotte Desse : Stéphanie Leroy

#### 7 - Tabou
« Le fait par un majeur d'exercer une atteinte sexuelle sur un mineur de quinze ans est puni de sept ans d'emprisonnement et de 100000 euros d'amende. » (d'après l'article 225-25 du code pénal)
Vanessa amène Margaux, la fille de Justine, au lycée. En arrivant, elles voient un rassemblement devant l'immeuble et, debout sur une fenêtre dans les étages, un jeune homme voulant sauter dans le vide. C'est Xavier Felton, un ami proche de Margaux. Accourues à l'étage, elles essaient de le convaincre de ne pas sauter. Mais Xavier, sur le point de sauter, est retenu par Vanessa. Vanessa décide d'enquêter sur cette tentative de suicide. Elle surprend Xavier en train d'embrasser l'infirmière du lycée, Sophie Till, âgée de 40 ans. Celle-ci affirme qu'il n'y a jamais eu de rapport sexuel. D'après Justine, si leur histoire a commencé avant les 15 ans de Xavier, elle est passible du pénal. Le commandant Ludovic Marty, précédemment affecté à la brigade des mineurs, remplace Grégory Kieffer et amène son expérience dans ce domaine. De la romance, on glisse vers l'histoire d'une prédatrice qui a abusé d'un mineur. En fait, Sophie Till est enceinte de Xavier et sur le point de le rejeter, comme elle a pu déjà le faire avec de nombreux adolescents. Prouver le caractère de prédatrice sexuelle de Sophie Till ne sera toutefois pas aisé et il faudra l'inventivité de Vanessa pour susciter le témoignage d'une autre victime. Par ailleurs, Grégory Kieffer, remis de sa blessure, annonce à Vanessa qu'il repart à Nancy auprès de sa fille et de son ex-femme.
- Pierre Gomme : Xavier Felton, lycéen de 15 ans
- Julie Boulanger : Sophie Till, infirmière du lycée
- Noe Genetet : Gabin, le petit ami de Margaux Rameau
- Julie Badoc : Clotilde
- Antonia de Rendinger : Juliette Felton
- Thomas Moreschi : Georges Weil

#### 8 - Omission
« Le Procureur de la République peut demander le dessaisissement du juge d'instruction au Président du tribunal par requête motivée. » (d'après l'article 84 du code de procédure pénale)
Oriane Verpilleux, la greffière de Justine, est retrouvée morte dans un hall d'immeuble. Quelques jours plus tôt, la jeune femme avait pour la première fois de sa carrière commis une erreur. Résultat : Yves Bazin, un braqueur dangereux, est remis en liberté. Hasard ou coïncidence ? L'enquête démontera toute la mécanique mise en place par le braqueur pour échapper à la justice : un complice, Tristan Lemaire a été chargé de séduire Oriane pour qu'elle modifie le PV et que la vidéo du braquage soit effacée. Toutefois, Oriane, consciencieuse malgré tout en avait fait une copie. Dans l'espoir de récupérer cette vidéo, le braqueur l'a assassinée sans trouver la vidéo. Elle était dissimulée dans une boîte de chocolats sur le bureau de Justine. Quant au mari d'Oriane, Eric Verpilleux, il s'avère que c'est lui qui a tué le complice d'Yves Bazin. Justine avait-elle légitimité pour instruire une enquête concernant sa greffière ? Déontologiquement non avait répondu la procureur, mais Justine a fait valoir des arguments bien particuliers dans le sens contraire…
- Christophe de Mareuil : Éric Verpilleux
- Hubert Delattre : Yves Bazin
- Florian Wormser : Tristan Lemaire

#### 9 - Vie brûlée
« Est complice d'un crime la personne qui, sciemment, par aide ou assistance, en a facilité la préparation ou l'exécution. Est également complice la personne qui aura provoqué ou donné des instructions pour le commettre. » (d'après l'article 121-7 du code pénal)
Un appartement prend feu et cause la mort d'un homme mais ce n'est pas Clément Gæssler, 19 ans, qui squattait avec sa sœur Eve cet appartement dont le propriétaire est au Japon. Il s'agit en fait d'Étienne Leteil, un ancien trader reconverti comme comptable de l'association « Tous avec toit » présidée par Paul Robin, une personnalité politique, et dont la directrice est Lætitia Lalande. Vite interpellé, Clément Gæssler avoue avoir mis le feu à l'appartement à la demande de Paul Robin sans avoir eu connaissance de la présence d'une personne à l'intérieur. Les motivations restent obscures jusqu'à ce que les enquêteurs s'aperçoivent de détournements de fonds au sein de l'association organisés pour financer la campagne électorale de Paul Robin. L'ordinateur de la victime, qui contenait cette comptabilité parallèle, est retrouvé aux mains de Lætitia Lalande. Qui a manipulé qui dans cette histoire ? L'auteur de la mise à feu apparaît finalement avoir été manipulé par Paul Robin et lui-même par Lætitia. Le commandant Marty fait découvrir à Justine la boxe comme défoulement et manière de les réunir.
- Gabrielle Atger : Laetitia Lalande
- Alexandre Brasseur : Paul Robin, candidat à la mairie
- Mona Berard : Eve Gaessler
- Baptiste Cosson : Clément Gaessler
- Aurélie Palovitch : Solange Leteille

#### 10 - Amour à mort
« Il n'y a point de crime ou de délit sans intention de le commettre. » (d'après l'article 121-3 du code pénal)
Une femme est déposée à l'hôpital entre la vie et la mort. De nombreuses disputes, une relation plus que houleuse avec son partenaire, des traces de strangulation…Tout laisse penser qu'il s'agit d'une tentative de meurtre de la part de son compagnon. Mais, lorsque la victime sort du coma, elle affirme haut et fort qu'il s'agissait d'un jeu sexuel qui a mal tourné. Comment se fait-il que le mot « papillon » qui devait interrompre la strangulation n'ait pas été prononcé ? Que croire ? Et comment traiter cette affaire ? Justine réunit les deux protagonistes, Sybille et Hugo pour un rappel à la loi. Mais ils se retrouvent et Sybille poignarde Hugo de 10 coups de couteau de cuisine avec un fond sonore de musique classique à plein volume. Elle est retrouvée, hébétée, sur la passerelle de l'Abreuvoir, le couteau à la main, répétant « Sybille a tué Hugo ». Au vu du mode opératoire et du passé psychique tourmenté de Sybille, le commandant Marty pense qu'elle a été abusée sexuellement lorsqu'elle était en 4e au collège. Son père étant à l'époque en mission à Tanger, elle avait été hébergée chez son oncle Raymond Barnier. Une reconstitution sera faite dans la cave sur un fond de musique, Lucia di Lammermoor (Le Cinquième élément), à plein volume, comme à l'époque, un mur tapissé de papillons sera retrouvé et tout ceci ramènera Sybille dans la douleur de ce passé qu'elle avait occulté.
- Charlotte des Georges : Sibylle Bosc
- Mathieu Madénian : Hugo Louvois
- Jacques Bachelier : Gérard Bosc
- Manon Laurentz : Sybille adolescente

#### 11 - Non bis in idem
« Aucune personne acquittée légalement ne peut plus être reprise ou accusée pour les mêmes faits, même sous une qualification différente. » (d'après l'article 368 du code de procédure pénale)
Aurélie Châtaignier, violoniste, vient porter plainte pour viol et accuse son chef d'orchestre, Vincent Lemeur. Problème : il a déjà été innocenté 3 mois plus tôt de faits similaires. Seulement, la loi est claire : on ne peut pas être jugé deux fois pour le même crime quand on a été acquitté. Comment la justice peut-elle défendre une cause juste sans disposer de moyens juridiques pour le faire ? 
- Diane Dassigny : Aurélie Châtaignier
- Lionel Abelanski : Vincent Lemeur.

#### 12 - Risque imminent
« La révélation de l'identité d'un agent ou d'un officier de police judiciaire en infiltration est punie de 5 ans d'emprisonnement et de 75 000 euros d'amende. » (d'après l'article 706-84 du code de procédure pénale)
Un groupe activiste écolo violent s'est introduit dans une usine chimique, provoquant la mort du gardien. L'enquête de police réussit à démasquer l'assassin, qui n'est autre qu'une policière infiltrée et proche amie de Vanessa. Que faire : la dénoncer ? Au risque de faire capoter une mission de police qui permettrait d'empêcher une attaque contre une usine polluante ? Quel est le degré de culpabilité de la policière ? 
- Jina Djemba : Adélaïde Munoz / Lucie Vignon
- Vincent Londez : Ulrich
- Patrick Ligardes : commissaire Vidal, de la DGSI

### Deuxième saison (2024)

#### 1 - Un cri dans la nuit
« Les éléments de nature à identifier le lanceur d'alerte ne peuvent être divulgés qu'avec le consentement de celui-ci » (article 9 de la loi du 9 décembre 2016 relative à la transparence)
L'artiste plasticienne Leyla Akan est retrouvée morte sur le lieu de sa prochaine exposition. Elle était sponsorisée par la fondation de Zacharie Berg mais Justine et Vanessa découvrent qu'elle avait signé un contrat avec une importante galerie londonienne. Par ailleurs, un lanceur d'alerte révèle des malversations financières au sein de la fondation Berg.
- Tom Hygreck :  Zacharie Berg
- Guillaume Carcaud : Marc Fabian, directeur de la fondation Berg
- Dembo Camilo : Virgile Konaté : comptable à la fondation Berg

#### 2 - Entraide
« En cas d'entraide judiciaire, c'est le juge d'instruction saisi qui détermine les conditions de collaboration avec les autorités judiciaires étrangères » (d'après l'article 694-9 du code de procédure pénale)
Alors qu'elle couvre une course automobile disputée sur l'Anneau du Rhin, l'influenceuse SuperdriveLili est retrouvée morte dans le Rhin. Le commandant Vanessa Tancelin se rend dans les paddocks pour interroger le beau-père de la victime, Max Bertori, qui dirige l'écurie de course Blacome Racing, ainsi que Marion Boudart, la pilote que Blacome aligne dans la course en cours. Elle perçoit très rapidement une forte tension entre Bertori et le directeur de l'écurie Marelli Racing. Pendant ce temps, la procureure Nadia « Cruella » Weber impose la présence de la procureure allemande Ida Stein aux côtés de la juge d'instruction Justine Rameau, officiellement parce que le corps a été trouvé sur la ligne de frontière. Mais Vanessa et Justine découvrent que, quelques années plus tôt, Ida Stein instruisait au parquet de Stuttgart un procès contre Max Bertori, où ce dernier a été acquitté à la suite de la mort accidentelle providentielle du seul témoin à charge. Elles découvrent également que Ryan, le frère de la pilote Marion Boudart, a été engagé par Blacome Racing peu après l'affaire de Stuttgart.
- Naïs Patrice : Lili Mertel
- Inka Friedrich : Ida Stein
- Stéphane Blancafort : Max Bertori
- Jeanne Ruff : Marion Boudart

#### 3 - Survivre
« Hors les cas où la loi en dispose autrement, les infractions peuvent être établies par tout mode de preuve et le juge décide d'après son intime conviction. » (Article 427 du Code de procédure pénale)
Un père et une famille d'accueil se disputent la garde de Zoé. L'équipe de Vanessa reçoit, par le biais d'un email anonyme intitulé « Urgent enfant danger », un enregistrement téléphonique qui laisse craindre que l'adolescente a été enlevée. Mais l'origine de l'enregistrement n'est pas claire : un particulier ou une écoute téléphonique illégale effectuée par un service de police. Selon le cas, l'enregistrement est utilisable ou pas par la Justice.
- Charline Balue Emane : Zoé
- Vincent Desagnat : le père de Zoé

#### 4 - Mala vida
« L'utilisation anormale des pouvoirs donnés par une fonction est une faute. »
Thierry Dumorel, retraité, est retrouvé assassiné dans sa champignonnière. Lors de l'examen de la scène de crime, Vanessa trouve un vieux sac marqué « Justine Koenig », le nom de jeune fille de sa demi-sœur, la juge d'instruction Justine Rameau. L'enquête mène à Mika Stankovic, un étudiant aux opinions anti-système très influencé par le professeur François Sigler. Mais Mika est le petit frère de Vadim, le grand amour de jeunesse de Justine.
- Elias Hauter : Mika Stankovic
- Grégoire Bonnet : François Sigler

#### 5 - La revenante
« Tout Français disparu, dans des circonstances de nature à mettre sa vie en danger, peut être déclaré décédé lorsque son corps n'a pu être retrouvé. » (Cf. Article 88 du Code civil)
Le corps d'Antoine Windler, propriétaire du domaine vinicole Windler, est retrouvé dans une de ses cuves par sa femme Alexandra. Les indices recueillis durant l'enquête mènent à sa première femme, Pauline, la sœur d'Alexandra, disparue il y a plusieurs années en Allemagne où l'enquête a conclu à un suicide.
- Annelise Hesme : Pauline Windler
- Béatrice de La Boulaye : Alexandra Windler

#### 6 - Est bien fou qui s'oublie
« L'abus frauduleux de la situation de faiblesse d'une personne est puni par la loi » (Cf. Article 223-15-2 du Code pénal)
La productrice de rap Selma Marzouki est retrouvée assassinée dans sa maison par Claire Sorel et Ludovic Marty, qui interpellent sur les lieux le jeune rappeur Driss Drahi, aux vêtements couverts de sang. Le jeune homme, connu dans le monde du rap strasbourgeois sous le nom de DeeDee, était le protégé de la productrice et devait faire le lendemain matin une annonce importante.
- Iliès Kadri : Driss Drahi
- Nina Hazotte Maggipinto : Émilie Delors

#### 7 et 8 - Faux-semblants - Parties 1 et 2
« Toute personne suspectée ou poursuivie est présumée innocente tant que sa culpabilité n'a pas été établie. » (Article préliminaire du Code de procédure pénale)
Lors de la reconstitution du féminicide dont il est accusé, Johan Bellois sort un revolver et prend en otage son avocate Nathalie Fillemas, le juge d'instruction Caseneuve et sa greffière ainsi que la lieutenante Claire Sorel et un policier. La commandante Vanessa Tancelin se propose en otage à la place de ces 5 personnes, ce que Bellois accepte. En négociant avec Bellois, elle acquiert la conviction que le juge Caseneuve a instruit uniquement à charge et que Bellois est innocent. Elle en convainc Justine, qui promet au preneur d'otage de reprendre elle-même l'instruction de façon équitable. Le jeune homme se rend mais, au moment de sortir, son avocate Nathalie Fillemas hurle et provoque le tir des hommes du RAID. L'enquête révèle ensuite, d'un côté, que le juge d'instruction Caseneuve a une liaison avec la mère de la victime de Bellois, ce qui explique son manque d'impartialité dans l'instruction et, de l'autre, que Maître Fillemas n'a pas versé au dossier un élément important qui apporte la preuve de l'innocence de son client. Justine découvre alors que, depuis le suicide d'une jeune femme violée qu'elle défendait, l'avocate s'est reconvertie dans la défense de violeurs et s'arrange pour perdre systématiquement ses procès et envoyer ainsi ses clients en prison.
- Cécile Rebboah : Maître Nathalie Fillemas
- Joseph Malerba : juge d'instruction Caseneuve
- Baptiste Masseline : Johan Bellois
- Clémence Bretécher : Aline Saint Aubin

#### 9 - Le village des délices
« Chacun a droit au respect de sa vie privée. » (Article 9 du Code civil)
Dans le charmant petit village alsacien de Metzger, l'agent immobilier Lucas Marvaux est retrouvé mort dans sa piscine, flottant les yeux  ouverts, empoisonné au Datura.
Jeté à terre dans son salon, la police découvre un roman intitulé Le village des délices qui décrit les actions d'un notaire véreux et d'un agent immobilier peu scrupuleux dont le nom ressemble à celui de la victime.
Ce roman est l'œuvre de Karel Manzarek, un fils d'émigré polonais. Or des fragments de verre trouvés sur la scène de crime sont identifiés par la PTS comme provenant d'une bouteille d'un alcool de Poméranie qui n'est plus produit depuis l'arrivée des nazis en Pologne et qui est introuvable depuis les années 1970, ce qui amène la PJ à penser que cette bouteille d'alcool polonais vient de la cave de Manzarek. Par ailleurs, Louise, la fille de ce dernier, fait des études en sciences de la vie et pourrait avoir accès à du Datura dans le jardin botanique de la faculté de Strasbourg.
Par ailleurs, la lieutenante Claire Sorel reçoit de la brigade financière un rapport accablant pour Zacharie Berg, l'amant de la commandante Vanessa Tancelin. Claire transmet ce rapport à Vanessa, qui y découvre que Zacharie est accusé de fraude, de détournement de fonds et de blanchiment d'argent. La mort dans l'âme, Vanessa transmet ce rapport au parquet national financier, ce qui amène la procureure générale Weber à arrêter Zacharie Berg.
- Raphaël Mezrahi : Karel Manzarek
- Esther Valding : Louise Manzarek

#### 10 - Mensonges et trahisons
« La non-dénonciation de crime est punie de trois ans d'emprisonnement et de 45 000 euros d'amende. » (Article 434-1 du Code pénal)
Jocelyn Jouvert, directeur de l'INCA, Institut National des Cadres Administratifs, une école qui forme la crème de la crème de la très haute administration française, est retrouvé mort, le crâne fracassé au moyen d'une statuette de la Louve du Capitole.
Durant l'enquête, Vanessa est légèrement blessée lors d'une interpellation musclée : après un court passage à l'hôpital, elle reçoit les résultats d'une prise de sang qui lui apprend qu'elle est enceinte.
- Anne Bouvier : Alice Fisher

### Troisième saison (2025)

#### 1 - À petit feu
« Les juridictions de droit commun sont compétentes pour le jugement de militaires en temps de paix. » (Article 697 du Code de procédure pénale).
Une jeune femme militaire trouve la mort lors d'un saut en parachute avec son unité. La thèse de l'accident est réfutée…
- Victor Pontecorvo : lieutenant Yann Dugain
- Marie Hattermann : Valentine Masson
- Ismaëla Boutarfa : Samia Brahimi
- Gaël Chaillat : Lionel Thibert
- Audrey Bauer : Camille Lefort
- Hélène Poulain : Laurence Dugain
- Muriel Inès Amat : Maître Meyer
- Pierre Raby : Ethan Lefort

#### 2 - Au nom du frère
« Chacun peut être entendu comme témoin, à l'exception des personnes qui sont frappées d'une impossibilité de témoigner en justice. » (Article 205 du Code de procédure civile). 
Un homme est retrouvé mort. Lors de l'enquête qui suit, la coopération de son épouse, atteinte de la maladie d'Alzheimer, est problématique...
- Hugo Brunswick : Thomas Herrmann
- Marie Bunel : Suzanne Herrmann
- Marie Hattermann : Valentine Masson
- Maeva Heitz: Maître Olinga
- Pauline Leurent : Maître Aubert
- Stéphane Pitti : Lucas Wenling
- Nader Soufi : Docteur Slimane

#### 3 - La parole de l'enfant
« Hors les cas où la loi en dispose autrement, les infractions peuvent être établies par tout mode de preuve. » (Art. 427 du Code de Procédure Pénale). 
Maxime Bauer est-il coupable de la mort de sa camarade d'université Laura Pellegrin ? Justine recueille le témoignage de Simon, le petit frère de Maxime, mais ce jeune garçon est-il un témoin fiable ?
Par ailleurs, Vanessa est enceinte de Zacharie Berg mais elle n'ose pas le lui avouer. Elle demande à sa mère Agnès d'accepter d'être l'avocate de Zacharie qui est poursuivi pour fraude fiscale : Agnès accepte à contrecœur.
Justine accepte d'héberger Karim, qui fut dans le passé son "frère" en famille d'adoption, ainsi que sa fille Layla, au grand dam de Vanessa.
- Tom Hudson : Maxime Bauer
- Maxime Lelue : Amaury Rapp
- Hugo Trophardy : Simon Bauer
- Éric Khelif : Maître Borg
- Melissa Brun : Laura Pellegrin
- Bertille Mirallié : Camille Pellegrin
- François-Dominique Blin : Olivier Bauer

#### 4 - Le jugement de Salomon
« L'enfant a le droit d'entretenir des relations personnelles avec ses ascendants. Le juge fixe les modalités des relations entre l'enfant et un tiers, afin d'éviter que l'enfant soit pris dans un conflit de loyauté. » (Article 371-4 du Code civil).
Une maman est empoisonnée et se retrouve dans le coma. Son épouse Mona, dont elle est séparée, recueille leur fille. 
Durant ce temps, Agnès conseille à Zacharie de plaider coupable et d'exprimer des regrets face au tribunal. Il écope de 18 mois avec sursis et ressort libre du tribunal. Mais quand Vanessa débarque chez lui pour fêter cela, il lui annonce que tout est fini entre eux parce qu'elle l'avait balancé à la brigade financière et qu'il lui fallait juste un bon avocat. De rage, Vanessa le frappe et détruit une de ses statues. Mais, rentrée chez elle, elle perd le bébé.
Dans le même temps, Marty annonce sa mutation à Paris.
- Samira Lachhab : Mona
- Zoë Garcia : Anicée Peralta
- Maeva Heitz: Maître Olinga
- Paloma Perrin : Soline Peralta
- Claire Verley : Baya
- Françoise Félicité : Florence Peralta

#### 5 - Légitime défense
« N'est pas pénalement responsable la personne qui accomplit un acte commandé par la nécessité de la légitime défense, sauf si l'acte est disproportionné. » (Article 122-5 du Code pénal)
Une alarme se déclenche dans un refuge pour femmes battues. Le commissaire Sarahoui s'y rend avec Vanessa et Raphaël, le nouveau qui remplace le commandant Marty. Sur place, le commissaire décide d'entrer par l'avant du bâtiment et d'envoyer Vanessa et Raphaël par l'arrière. Un coup de feu retentit : arrivée sur les lieux, Vanessa voit le commissaire l'arme à la main face à un homme gisant dans son sang. L'IGPN se saisit de l'affaire. L'enquête révèle que le passé du commissaire Sarahoui est beaucoup moins lisse que son présent.
- Constance Dollé : commissaire Fanny Bouffard, de l'IGPN
- Mina Kavani : Negar
- Thierry René : Jacques Vignon
- Lélie Chenouga : Shadi
- Hamed Fersaoui : Ianis

#### 6 - Immunité
« La personne de l'agent diplomatique est inviolable. Il ne peut être soumis à aucune forme d'arrestation ou de détention […] Cette immunité s'étend aux membres de sa famille. » (Articles 29 et 37 de la Convention de Vienne)
Faustine Simonet meurt d'une overdose après une soirée entre étudiants. Le principal suspect, Markus Grunwald, est protégé par l'immunité diplomatique de sa mère, la consule d'Allemagne à Strasbourg.
Contre l'avis de sa sœur, Vanessa le convoque au commissariat et récupère ses empreintes sur une tasse de café : ce vice de procédure coûte très cher à Justine.
- Hugo Gasperini : Samuel Desraques
- Yann Sundberg : Richard Simonet
- Léo Holderbaum : Corentin Simonet
- Marie Mauger : Faustine Simonet
- Fabio Marghella : Paolo Verrati
- Clémentine Verdier : Doris Grunwald
- Axel Brugerolle de Fraissinette : Markus Grunwald
- Inka Friedrich : Ida Stein

#### 7 - Sous pression
« L'incitation au suicide d'autrui est puni de trois ans d'emprisonnement et de 45000 euros d'amende. » (Cf. article 223-13 du code pénal)
Au moment où Marina Drach s'apprête à réaliser une grande première en matière de transplantation, le courant est coupé dans son service hospitalier. La police comprend vite qu'il s'agit d'un piratage informatique et découvre que le piratage provient de l'ordinateur d'une assistante de la chirurgienne, qui s'est suicidée quelques jours auparavant.
- Élodie Frenck : Marina Drach
- Thibault Le Guellec : Éric, assistant de Marina
- Noé Kirscher Perrl : Pauline, assistante de Marina
- Elliot Daurat : Théo
- Marko Mayerl : Christophe Dumont
- Jean-Benoît Kunkler : Édouard de la Porterie
- Rémy Bouchinet : Mattéo Bergson
- Élise Marie : Gynécologue obstétricienne

#### 8 - La victime imaginaire
« L'employeur doit prendre toutes les mesures nécessaires pour prévenir tous types de dysfonctionnements au sein de son entreprise. » (Cf. article L 1152-4 du code du travail)
Dans la fabrique de chaussettes Hansen, les travailleurs se battent contre la délocalisation. La syndicaliste Sandra Vasseur simule une agression à son domicile pour incriminer son patron Frédéric Hansen, mais Vanessa Tancelin et Claire Sorel ne sont pas dupes. 
Durant ce temps, Karim, Justine et Agnès continuent de chercher un moyen de sortir de prison Malik, le fils de Karim, condamné pour braquage et homicide. Justine contacte son ancien mari Alain, qui est maintenant OPJ à Colmar, pour faire jouer ses indics. Alain obtient un enregistrement audio qui innocente Malik. Grâce à cet élément de preuve et au témoignage d'Alain qui accepte de venir témoigner en temps qu'officier de police judiciaire devant le tribunal, Malik en ressort libre.
- Déborah François : Sandra Vasseur
- Fred Bianconi : Stéphane Massini
- David Van Severen : Frédéric Hansen
- Adèle Robineau : Adèle Laoud
- Maeva Heitz : Maître Olenga

#### 9 - Liaison dangereuse
« La protection de l'identité des informateurs relève du secret professionnel des enquêteurs. Ces derniers ne sont donc pas tenus de dévoiler cette information à un juge. » (Cf. loi Perben II)
Les frères Schmidt, des truands extrêmement violents, commettent des attaques sanglantes contre des fourgons de transport de bijoux.
Vanessa établit le contact avec Nour, la petite amie d'Anthony Schmidt, et en fait son indic : Alain Rameau la met en garde quand il réalise qu'elle se lie d'amitié avec son indic.
- Florent Pochet :  Anthony Schmidt
- Kévin Ringenbach : Mickael Schmitt

#### 10 - Fantôme
« Le retrait d'une identité d'emprunt peut être prononcé lorsque la personne qui bénéficie de cette protection a un comportement incompatible avec la mise en œuvre de cette mesure. » (Cf. article 23 du décret du 17 mars 2014 relatif à la protection des personnes.)
La famille Dewilder originaire de Toulon vit cachée à Strasbourg dans le cadre d'un programme de protection des témoins après avoir dénoncé un truand de Toulon coupable de l'assassinat de la petite Louise Brisser. Contre toutes les règles, la famille Brisser vient assister au carnaval de Strasbourg, où Christelle Brisser se fait poignarder dans la foule.
Pendant ce temps Justine révèle à Karim que Malik est coupable d'avoir tiré sur un buraliste.
De son côté, Vanessa prend le train pour Bruxelles pour aller faire dans une clinique un don d'ovocytes en faveur de Claire. Mais elle n'arrive jamais à Bruxelles : Layla, la fille de Karim, reçoit un message dans lequel son frère Malik dit s'en être pris à Vanessa.
- Jeanne Bournaud : Christelle Brisser
- Madi Frère : Chloé Brisser
- Stéphane Coulon : Brice Raynaud
- Étienne Bayard : Étienne Dewilder
- Marie Le Cam : Greta Dewilder
- Dimitri Fouque : Axel Dewilder

## Audiences

### En Belgique
En Belgique, la première saison de la série est diffusée le mercredi vers 20 h 30 sur RTL TVI par salve de deux épisodes du 18 août 2021 au 22 septembre 2021.
| Épisode              | Diffusion                   | Diffusion            | Audience moyenne          | Audience moyenne                       | Réf.   |
| Épisode              | Jour                        | Horaire              | Nombre de téléspectateurs | Part de marché (sur les 4 ans et plus) | Réf.   |
| -------------------- | --------------------------- | -------------------- | ------------------------- | -------------------------------------- | ------ |
| 1                    | Mercredi 18 août 2021       | 20 h 30 - 21 h 30    | 192 742                   |                                        | [ 23 ] |
| 2                    | Mercredi 18 août 2021       | 21 h 30 - 22 h 30    | 192 742                   |                                        | [ 23 ] |
| 3                    | Mercredi 25 août 2021       | 20 h 30 - 21 h 30    | 196 102                   |                                        | [ 23 ] |
| 4                    | Mercredi 25 août 2021       | 21 h 30 - 22 h 30    | 196 102                   |                                        | [ 23 ] |
| 5                    | Mercredi 1er septembre 2021 | 20 h 30 - 21 h 30    | 209 887                   |                                        | [ 23 ] |
| 6                    | Mercredi 1er septembre 2021 | 21 h 30 - 22 h 30    | 209 887                   |                                        | [ 23 ] |
| 7                    | Mercredi 8 septembre 2021   | 20 h 30 - 21 h 30    | 156 459                   |                                        | [ 23 ] |
| 8                    | Mercredi 8 septembre 2021   | 21 h 30 - 22 h 30    | 156 459                   |                                        | [ 23 ] |
| 9                    | Mercredi 15 septembre 2021  | 20 h 30 - 21 h 30    | 179 177                   |                                        | [ 23 ] |
| 10                   | Mercredi 15 septembre 2021  | 21 h 30 - 22 h 30    | 179 177                   |                                        | [ 23 ] |
| 11                   | Mercredi 22 septembre 2021  | 20 h 30 - 21 h 30    | 203 772                   |                                        | [ 23 ] |
| 12                   | Mercredi 22 septembre 2021  | 21 h 30 - 22 h 30    | 203 772                   |                                        | [ 23 ] |
|                      |                             |                      |                           |                                        |        |
| Moyenne de la saison | Moyenne de la saison        | Moyenne de la saison | 189 690                   |                                        |        |

- Les plus hauts chiffres d'audience
- Les plus bas chiffres d'audience

### En France

#### Première saison (2022)
En France, la première saison de la série est diffusée le mardi à 21 h 10 sur France 3, par salves de deux épisodes du 15 mars 2022 au 19 avril 2022.
| Épisode              | Diffusion            | Diffusion            | Audience moyenne          | Audience moyenne                       | Audience moyenne         | Audience moyenne | Réf.   |
| Épisode              | Jour                 | Horaire              | Nombre de téléspectateurs | Part de marché (sur les 4 ans et plus) | Part de marché (FRDA-50) | Classement       | Réf.   |
| -------------------- | -------------------- | -------------------- | ------------------------- | -------------------------------------- | ------------------------ | ---------------- | ------ |
| 1                    | Mardi 15 mars 2022   | 21 h 10 - 22 h 05    | 3 920 000                 | 17,9 %                                 | 6 %                      | 2e               | [ 24 ] |
| 2                    | Mardi 15 mars 2022   | 22 h 05 - 23 h 00    | 3 560 000                 | 19,4 %                                 | 6 %                      | 1er              | [ 24 ] |
| 3                    | Mardi 22 mars 2022   | 21 h 10 - 22 h 05    | 3 920 000                 | 17,3 %                                 | 7,4 %                    | 2e               | [ 25 ] |
| 4                    | Mardi 22 mars 2022   | 22 h 05 - 23 h 00    | 3 560 000                 | 18,6 %                                 | 7,4 %                    | 1er              | [ 25 ] |
| 5                    | Mardi 29 mars 2022   | 21 h 10 - 22 h 05    | 3 630 000                 | 15,4 %                                 | 4,6 %                    | 2e               | [ 26 ] |
| 6                    | Mardi 29 mars 2022   | 22 h 05 - 23 h 00    | 3 280 000                 | 15,8 %                                 | 4,6 %                    | 2e               | [ 26 ] |
| 7                    | Mardi 5 avril 2022   | 21 h 10 - 22 h 05    | 3 820 000                 | 16,7 %                                 | 5,3 %                    | 1er              | [ 27 ] |
| 8                    | Mardi 5 avril 2022   | 22 h 05 - 23 h 00    | 3 510 000                 | 17,3 %                                 | 5,3 %                    | 1er              | [ 27 ] |
| 9                    | Mardi 12 avril 2022  | 21 h 10 - 22 h 05    | 3 870 000                 | 16,9 %                                 | 4,8 %                    | 1er              | [ 28 ] |
| 10                   | Mardi 12 avril 2022  | 22 h 05 - 23 h 00    | 3 490 000                 | 17,9 %                                 | 4,8 %                    | 1er              | [ 28 ] |
| 11                   | Mardi 19 avril 2022  | 21 h 10 - 22 h 05    | 3 980 000                 | 17,8 %                                 | 5,6 %                    | 2e               | [ 29 ] |
| 12                   | Mardi 19 avril 2022  | 22 h 05 - 23 h 00    | 3 600 000                 | 18,7 %                                 | 5,6 %                    | 2e               | [ 29 ] |
|                      |                      |                      |                           |                                        |                          |                  |        |
| Moyenne de la saison | Moyenne de la saison | Moyenne de la saison | 3 680 000                 | 17,5 %                                 | 5,6 %                    |                  | [ 30 ] |

- Les plus hauts chiffres d'audience
- Les plus bas chiffres d'audience

#### Deuxième saison (2024)
La deuxième saison de la série est diffusée le mardi à 21 h 10 sur France 3, par salves de deux épisodes du 2 au 30 avril 2024.
| Épisode              | Diffusion            | Diffusion            | Audience moyenne          | Audience moyenne                       | Audience moyenne         | Audience moyenne | Réf.   |
| Épisode              | Jour                 | Horaire              | Nombre de téléspectateurs | Part de marché (sur les 4 ans et plus) | Part de marché (FRDA-50) | Classement       | Réf.   |
| -------------------- | -------------------- | -------------------- | ------------------------- | -------------------------------------- | ------------------------ | ---------------- | ------ |
| 1                    | Mardi 2 avril 2024   | 21 h 10 - 22 h 05    | 2 720 000                 | 13,1 %                                 | 3,2 %                    | 2e               | [ 31 ] |
| 2                    | Mardi 2 avril 2024   | 22 h 05 - 22 h 55    | 2 410 000                 | 13,4 %                                 | 3,2 %                    | 2e               | [ 31 ] |
| 3                    | Mardi 9 avril 2024   | 21 h 10 - 22 h 00    | 3 260 000                 | 15,2 %                                 | 4 %                      | 1er              | [ 32 ] |
| 4                    | Mardi 9 avril 2024   | 22 h 00 - 22 h 50    | 3 030 000                 | 16,4 %                                 | 4 %                      | 1er              | [ 32 ] |
| 5                    | Mardi 16 avril 2024  | 21 h 10 - 22 h 00    | 3 400 000                 | 15,9 %                                 | 4 %                      | 1er              | [ 33 ] |
| 6                    | Mardi 16 avril 2024  | 22 h 00 - 22 h 50    | 3 020 000                 | 15,8 %                                 | 4 %                      | 1er              | [ 33 ] |
| 7                    | Mardi 23 avril 2024  | 21 h 10 - 22 h 00    | 3 410 000                 | 16,7 %                                 | 3,2 %                    | 1er              | [ 34 ] |
| 8                    | Mardi 23 avril 2024  | 22 h 00 - 22 h 45    | 3 330 000                 | 18,2 %                                 | 3,2 %                    | 1er              | [ 34 ] |
| 9                    | Mardi 30 avril 2024  | 21 h 10 - 22 h 00    | 3 340 000                 | 16,7 %                                 | 3,2 %                    | 1er              | [ 35 ] |
| 10                   | Mardi 30 avril 2024  | 22 h 00 - 22 h 50    | 3 220 000                 | 17,2 %                                 | 3,2 %                    | 1er              | [ 35 ] |
|                      |                      |                      |                           |                                        |                          |                  |        |
| Moyenne de la saison | Moyenne de la saison | Moyenne de la saison | 3 110 000                 | 15,9 %                                 | 3,5 %                    |                  |        |

- Les plus hauts chiffres d'audience
- Les plus bas chiffres d'audience

#### Troisième saison (2025)
La troisième saison de la série est diffusée le mardi à 21 h 05 sur France 3, par salves de deux épisodes du 15 avril au 13 mai 2025.
| Épisode              | Diffusion            | Diffusion            | Audience moyenne          | Audience moyenne                       | Audience moyenne         | Audience moyenne | Réf.   |
| Épisode              | Jour                 | Horaire              | Nombre de téléspectateurs | Part de marché (sur les 4 ans et plus) | Part de marché (FRDA-50) | Classement       | Réf.   |
| -------------------- | -------------------- | -------------------- | ------------------------- | -------------------------------------- | ------------------------ | ---------------- | ------ |
| 1                    | Mardi 15 avril 2025  | 21 h 05 - 22 h 00    | 3 910 000                 | 19,6 %                                 | 4,3 %                    | 1er              | [ 36 ] |
| 2                    | Mardi 15 avril 2025  | 22 h 00 - 22 h 50    | 3 490 000                 | 19,1 %                                 | 4,3 %                    | 1er              | [ 36 ] |
| 3                    | Mardi 22 avril 2025  | 21 h 05 - 22 h 00    | 3 368 000                 | 18 %                                   | 3,2 %                    | 1er              | [ 37 ] |
| 4                    | Mardi 22 avril 2025  | 22 h 00 - 22 h 50    | 3 140 000                 | 18,8 %                                 | 3,2 %                    | 1er              | [ 37 ] |
| 5                    | Mardi 29 avril 2025  | 21 h 05 - 22 h 00    | 2 958 000                 | 14,8 %                                 | 3,2 %                    | 2e               | [ 38 ] |
| 6                    | Mardi 29 avril 2025  | 22 h 00 - 22 h 50    | 2 430 000                 | 13,2 %                                 | 3,2 %                    | 4e               | [ 38 ] |
| 7                    | Mardi 6 mai 2025     | 21 h 05 - 21 h 55    | 2 984 000                 | 15,1 %                                 | 4,6 %                    | 1er              | [ 39 ] |
| 8                    | Mardi 6 mai 2025     | 21 h 55 - 22 h 45    | 2 880 000                 | 16,1 %                                 | 4,6 %                    | 1er              | [ 39 ] |
| 9                    | Mardi 13 mai 2025    | 21 h 05 - 21 h 55    | 2 919 000                 | 14,9 %                                 | 2,5 %                    | 2e               | [ 40 ] |
| 10                   | Mardi 13 mai 2025    | 21 h 55 - 22 h 40    | 2 860 000                 | 16,1 %                                 | 2,5 %                    | 2e               | [ 40 ] |
|                      |                      |                      |                           |                                        |                          |                  |        |
| Moyenne de la saison | Moyenne de la saison | Moyenne de la saison | 3 100 000                 | 16,6 %                                 | 3,5 %                    |                  | [ 41 ] |

- Les plus hauts chiffres d'audience
- Les plus bas chiffres d'audience

## Distinction
La série a été lauréate de l'« excellence pyrénéenne » de la série de 52' au Festival de Luchon 2022,.